# Youghourta Haddad
Pour les articles homonymes, voir Haddad.
Youghourta Haddad (en arabe : يوغرطة حداد), né en 1993, est un nageur algérien. 

## Carrière
Youghourta Haddad obtient la médaille d'argent du relais 4 x 200 mètres nage libre aux Jeux africains de 2011 à Maputo.